# Tertres tumulaires (Sainte-Marie)
Pour les articles homonymes, voir Tertres tumulaires.
Les Tertres tumulaires de Sainte-Marie sont deux tumuli situés à Sainte-Marie dans le département français d'Ille-et-Vilaine.

## Description
En 1883, Paul Bézier avait signalé deux tertres, dont l'un est désormais détruit mais en 2003 un troisième tertre a été découvert.

### Tertre n°1
Il est connu par la description qu'en donna Paul Bézier. Le tertre se situait au sud de la ferme de la Grée, sur la colline dénommée Guerchemin. Il se composait de quatre blocs de quartz :
| Bloc                                                                                      | Hauteur | Largeur | Épaisseur |
| ----------------------------------------------------------------------------------------- | ------- | ------- | --------- |
| no 1                                                                                      | 1,85 m  | 1,90 m  | 1,65 m    |
| no 2                                                                                      | 1,45 m  | 1,45 m  | 1,33 m    |
| no 3                                                                                      | 1,25 m  | 1,25 m  | 1,05 m    |
| no 4                                                                                      | 1,10 m  | 1,60 m  | 1 m       |
| Données : Étude sur le groupe mégalithique de Langon, Renac, Sainte-Marie et Sixt-sur-Aff |         |         |           |

Cet ensemble est désormais détruit.

### Tertre n°2
Il est situé à environ 600 m de l'ancien tertre no 1. C'est un tumulus de forme elliptique, qui s'étend sur 18 m de long et 8 m de large dans sa plus grande largeur selon un axe orienté est-ouest. Il est constitué de 21 blocs de quartz dont la hauteur varie entre 0,40 m et 1,10 m pour une épaisseur comprise entre 0,50 m et 1 m. Trois excavations sont visibles dans le tertre, elles correspondent à trois blocs enlevés ou déplacés, trois autres blocs étant d'ailleurs visibles en dehors de l'ellipse.

### Tertre n°3
Ce tertre a été découvert en 2003 dans le bois de Launay, à environ 300 m du tertre no 2 à la suite d'un incendie qui fit disparaître la végétation. Ce tumulus est très abîmé et comporte trois excavations. Sept blocs de quartz délimitent un tertre de forme elliptique, d'environ 9 m de long et 5 m de large, selon un axe nord-sud. La hauteur des blocs oscille entre 0,40 m et 1,20 m pour une épaisseur comprise entre 0,90 m et 1,10 m.